# میلتون آر. کراسنر
میلتون آر. کراسنر (انگلیسی: Milton R. Krasner؛ ۱۷ فوریهٔ ۱۹۰۴ – ۱۷ ژوئیهٔ ۱۹۸۸) یک مدیر فیلم‌برداری اهل ایالات متحده آمریکا بود. وی همچنین برنده جوایزی همچون جایزه اسکار بهترین فیلمبرداری شده‌است.

## گزیدهٔ فیلم‌شناسی
- یلواستون (فیلم) (۱۹۳۶)
- روز درخت‌کاری (فیلم) (۱۹۳۶)
- خانه هفت شیروانی (فیلم) (۱۹۴۰)
- مرد نامرئی بازمی‌گردد (۱۹۴۰)
- شب‌های عربی (فیلم ۱۹۴۲) (۱۹۴۲)
- خیابان اسکارلت (۱۹۴۵)
- آینه تاریک (فیلم) (۱۹۴۶)
- مرد دوچهره (فیلم ۱۹۴۷) (۱۹۴۷)
- دختر کشاورز (فیلم ۱۹۴۷) (۱۹۴۷)
- خانه غریبه‌ها (۱۹۴۹)
- صحنه‌سازی (۱۹۴۹)
- همه‌چیز درباره ایو (۱۹۵۰)
- تجارت میمون (فیلم ۱۹۵۲) (۱۹۵۲)
- حد مکانی، آمریکا (۱۹۵۲)
- خانه پر او. هنری (۱۹۵۲)
- باغ شیطان (۱۹۵۴)
- دزیره (۱۹۵۴)
- سه سکه در چشمه (۱۹۵۴)
- خارش هفت‌ساله (۱۹۵۵)
- ایستگاه اتوبوس (فیلم) (۱۹۵۶)
- عشق‌بازی به‌یادماندنی (۱۹۵۷)
- نوعی لبخند (فیلم) (۱۹۵۸)
- شاهنشاه (۱۹۶۱)
- چهار سوار سرنوشت (فیلم ۱۹۶۲) (۱۹۶۲)
- پرنده شیرین جوانی (فیلم) (۱۹۶۲)
- چگونه غرب تسخیر شد (۱۹۶۲)
- عشق با غریبه مطلوب (۱۹۶۳)
- خداحافظ چارلی (۱۹۶۴)
- خط قرمز ۷۰۰۰ (۱۹۶۵)
- بشتاب غروب (۱۹۶۷)
- کشتار روز ولنتاین (فیلم) (۱۹۶۷)
- فاخته نازا ۱۹۶۹)
- در زیر سیاره میمون‌ها (۱۹۷۰)